# كأس السلطان 2014–15
كأس السلطان قابوس 2014–15 هو موسم من كأس السلطان قابوس. كان عدد الأندية المشاركة فيه 38، وفاز فيه نادي العروبة.